# Sophie Elkan
Sophie Elkan (3 de enero de 1853 – 5 de abril de 1921) fue una escritora sueca, muy popular a principios del siglo XX, por sus novelas históricas. Su relación con Selma Lagerlöf opacó, sin embargo, su notoriedad. 

## Biografía
Nació en Gotemburgo en el seno de una familia acomodada, de origen judío, los Solomon. Tuvo tres hermanos, Otto, Axel y Elise.
En 1872 contrajo matrimonio con el comerciante y editor de música Nathan Elkan, en Estocolmo, con quien tuvo una hija. Pero la tragedia sacudiría su vida al enfermar su marido y su hija de tuberculosis. En un intento de curación, la familia viajó a Niza, pero en la Navidad de 1879, vio morir a su marido y a su hija, en la misma semana, víctimas de la enfermedad. Comenzó a vestir de luto y lo haría el resto de su vida. Durante un tiempo se refugió en su círculo de amigos y realizó viajes por Europa. Si bien nunca volvió a casarse, mantuvo una relación platónica con un pedagogo belga, Alexis Slyus. Esta relación nunca trascendió, debido a que él era casado.
Poseía una amplia cultura y dominaba algunos idiomas, por lo que comenzó a traducir las obras pedagógicas sobre artes manuales escritas por su hermano Otto. 
En 1889, a los 36 años de edad, publicó en un periódico de Gotemburgo su primer cuento En historia utan namn (Una historia sin nombre), para luego continuar, con el seudónimo Rust Roest, su primera colección de cuentos Dur och Moll (Tono Mayor y Menor), seguida de otra colección en 1891 y su primera novela Rika flickor (Chicas afortunadas) en 1893, seguida de otra novela y una tercera colección de cuentos en 1896, en los cuales analiza cuidadosamente los tipos femeninos.
En 1893, una traductora al danés de sus obras, le escribió a Selma Lagerlöf, para solicitarle su parecer, iniciando de esta manera el contacto entre las dos escritoras.
El primer encuentro tuvo lugar en enero de 1894, iniciándose de esta manera una relación afectiva que duraría hasta su fallecimiento, en 1921. Ambas compartían el oficio de escritora y el compromiso con el movimiento de emancipación femenina en Suecia y Europa. Teniendo ambas domicilios en distintas ciudades, iniciaron una correspondencia que duraría hasta el 2 de abril de 1921, un total de 28 años; quedando como un importante testimonio de la vida privada y carrera literaria de ambas. Ambas mujeres se enviaban además sus escritos para ser evaluados mutuamente.
Diversos autores describen el temperamento de Sophie como hipersensible y nervioso, pasando por períodos de depresión que le impedían escribir. Era una persona social y culturalmente muy refinada.

## El gran viaje

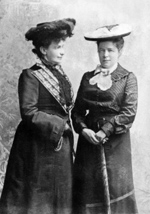
Selma y Sophie Lagerlöf

En 1895 Sophie y Selma, ya en sus 40 años, realizaron un viaje a Italia y a Europa Central, siendo Sophie, gracias a su experiencia, la organizadora y guía. Otros viajes más breves a Italia, Francia, Bélgica y Holanda lo siguieron, pero en noviembre de 1898 la salud de Sophie estaba muy resentida. Se le diagnosticó un tumor en el útero y tuvo que viajar a Estocolmo para una operación quirúgica mayor. Durante todo el primer mes de recuperación que siguió, Selma estuvo a su lado apoyándola, antes de regresar a su residencia en Falun.
En 1899, bajo su nombre, publicó la novela histórica John Hall. En historia från det gamla Göteborg (John Hall. Una historia, del viejo Gotemburgo), que confirmó su posición como escritora en el selecto ambiente social y cultural que la rodeaba. Entre sus amistades estaban la polemista sueca Ellen Key, el escritor danés Georges Brandes y el poeta sueco Verner von Heidenstam.
En diciembre de 1899 emprendió nuevamente junto a Selma Lagerlof un viaje a Medio Oriente. En un periódico sueco se había publicado una noticia sobre un grupo de campesinos de Dalecarlia que habían emigrado a Palestina y que parecían haberse adaptado muy bien allí. Selma Lagerlof se interesó muchísimo en esto, y así fue como una nueva novela comenzó a tomar forma.
En pleno invierno cruzaron Europa hasta llegar al puerto italiano de Brindisi, donde embarcaron en una nave hasta Alejandría, siguiendo su viaje por tren hasta El Cairo, donde fueron muy bien recibidas y permanecieron dos meses. Navegaron por el río Nilo y conocieron Assuan, Luxor y Karnak. En marzo se embarcaron en Puerto Saíd con destino al puerto de Jaffa, desde donde partieron en un viaje de tres horas por tren a Jerusalén. 
La ciudad santa no impresionó de buena forma a ambas escritoras, y así lo testimonian en la correspondencia que mantuvieron con sus parientes. Sin embargo cuando visitaron la colonia de los suecos, la meta del viaje, fueron muy bien recibidas. Decidieron después visitar lugares bíblicos como Jericó, el Mar Muerto, Haifa y el Monte Carmelo, Nazaret y Cafarnaúm. 
El viaje de regreso lo hicieron vía Beirut y Damasco, regresando a Beirut para embarcarse a Esmirna y Constantinopla, regresando desde allí a Suecia. 
El viaje les había tomado 6 meses y dejó su huella en Selma Lagerlof, al servir de base para su novela Jerusalén. Sophie publicó en 1901 un relato titulado Drömmen om österlandet (El Sueño de Oriente) que trata de una relación entre un hombre egipcio y una mujer sueca, y los choques culturales que ocurren entre ellos. La crítica literaria comparó ambas obras, quedando la obra de Sophie muy opacada. Sin embargo Selma Lagerlöf lo vio de otra manera, y le escribió diciéndole que su novela, Jerusalén, comparada con la de Sophie, "era terriblemente simple y que era un libro muy sencillo sobre campesinos."
Su obra literaria hasta ese momento se caracterizaba por el estudio sicológico femenino, y así la clasificaban los críticos. Para responder a este encasillamiento, publicó en 1904 la novela histórica Konungen. En sannsaga (El rey. Una historia de la vida real), un relato sobre la trágica vida de Gustavo II Adolfo. Una segunda parte fue publicada en 1906, Konungen. I landsflykt ( El Rey. El destierro). Ambas obras tuvieron muy buen recibimiento, y fueron traducidas a otros idiomas. Su última obra fue Från östa och västan publicada en 1908.
Su salud se fue quebrantando más y más; en 1916 comenzó a desarrollar cataratas y solo se dedicaría ocasionalmente a las traducciones y al periodismo. Para mantener su correspondencia con Selma Lagerlof, tuvo que hacerlo por medio de su asistente personal. Fue intervenida quirúrgicamente, pero su capacidad visual quedó muy mermada. Selma comenzó a usar una máquina de escribir para facilitarle la lectura. En 1919 tuvo síntomas de cáncer de mama, el que se extendió en 1921. Su amada Selma le escribiría una última carta el 2 de abril, falleciendo Sophie súbitamente de un derrame cerebral el 5 de abril, en su residencia en Gotemburgo.

## Correspondencia con Selma Lagerlöf
Si bien sus obras literarias son destacables dentro de la literatura sueca, su correspondencia con Selma Lagerlöf forma también parte importante de ellas. Fueron 1219 cartas de Sophie y 2015 cartas de Selma, escritas entre 1893 y 1921, que están archivadas en la Real Biblioteca de Estocolmo, y que solo fueron de dominio público el 16 de marzo de 1990, 50 años después del fallecimiento de Selma Lagerlöf. La doctora en literatura sueca, Ying Toijer-Nilsson, publicó una selección de 250 misivas de Selma Lagerlöf, que dan un extraordinario testimonio del amor entre ambas escritoras y además una acertada descripción de otros escritores y acontecimientos culturales y políticos de la época.